# فورست كروفورد
فورست كروفورد (بالإنجليزية: Forrest Crawford)‏ هو لاعب كرة قاعدة أمريكي، ولد في 10 مايو 1881 في روكليد في الولايات المتحدة، وتوفي في 27 مارس 1908 في أوستن في الولايات المتحدة.

## وصلات خارجية
- فورست كروفورد على موقعبيزبول رفرنس.كوم (الدوري الرئيسي) (الإنجليزية)
- فورست كروفورد على موقعبيزبول رفرنس.كوم (الدوري الثانوي) (الإنجليزية)